# Andreas Johansson (ishockeyspelare)
Andreas Johansson, född 19 maj 1973 i Hofors, är en svensk före detta ishockeyspelare.

## Biografi
Andreas Johansson började sin ishockeybana i Hofors och debuterade i klubbens division 2-lag redan som 16-åring, säsongen 1987/88. Efter att ha flyttat till spel i Falu IF under två säsonger och efter att ha gjort ett mycket bra JEM 1991, med fem mål på lika många matcher (lika många som Peter Forsberg gjorde på en mer match), så var flera klubbar intresserade av den lovande gästriken. Valet föll till slut på Färjestads BK. Säsongen 1991/92 kom att bli Johanssons första av totalt fem i FBK. Sin poängmässigt bästa säsong i Färjestad gjorde Johansson 1994/95 då han svarade för 19 poäng (9+10) på 36 matcher och dessutom togs ut i Sveriges All Star Team.
Efter fint spel i Globen-VM 1995, där han på sina åtta matcher i turneringen gjorde nio poäng och slutade tvåa i lagets poängliga, fick Johansson chansen till spel hos New York Islanders i NHL. Första säsongen blev det dock bara tre NHL-matcher och den mesta av tiden fick han tillbringa hos Utah Grizzlies i IHL (där även Tommy Salo och Niklas Andersson höll till under större delen av säsongen) och Worcester Icecats i AHL (där även Christer Olsson spelade).
I början av sin andra NHL-säsong blev Johansson bortbytt till Pittsburgh Penguins och med understöd av spelare som Mario Lemieux och Jaromir Jagr etablerade sig Johansson som en ordinarie NHL-spelare. Förutom NHL-spel i Pittsburgh och NY Islanders har Johansson även spelat för Ottawa Senators, Tampa Bay Lightning, Calgary Flames, New York Rangers och Nashville Predators under sina åtta säsonger. Totalt blev det 170 poäng (82 mål, 88 assists) på 377 NHL-matcher. De två poängmässigt bästa säsongerna (1998/99 i Ottawa och 2002/03 i Nashville) gjorde Johansson 37 poäng, varav 21 respektive 20 stycken mål - något som är ett tecken på att han i omgångar bedömdes som en farlig målgörare också i NHL. 
Johansson har även varit två vändor i schweiziska NLA. Första säsongen var 2000/01 då han blev SC Berns bästa poängplockare med 44 poäng på 40 matcher. Den andra vändan varade i två säsonger då Johansson representerade Servette från 2004 till 2006 och totalt (slutspel inräknat) presterade 71 poäng på 80 matcher.
Efter en mindre lyckad sejour i Färjestads BK säsongen 2006/07 så inledde Johansson ett äventyr i Ryssland med spel hos SKA St. Petersburg, där han med 35 poäng (14 mål, 21 assists) under sin första säsong kom tvåa i lagets interna poängliga. Andra säsongen slutade tyvärr i moll då en elakartad fotskada satte stopp för allt spel under hela säsongen. Därpå följande säsong, 2009/10, fick Johansson sparken från KHL och bestämde sig för att skriva på för storsatsande Leksands IF i Hockeyallsvenskan. Men i samband med sin första match för klubben, den 20 oktober 2009 mot Mora IK, tvingades Johansson utgå i den andra perioden efter att åter ha slagit upp den fotskada som till och från hindrat honom från spel under de föregående säsongerna i Ryssland. Skadan föranledde Johanssons beslut att dagen efter avsluta karriären med omedelbar verkan.
Under sin karriär har Johansson spelat ett OS, två World Cup samt ytterligare fyra VM-turneringar med Tre Kronor. Han noterade ett assist redan i landslagsdebuten mot Finland 13 december 1993. 
Efter spelarkarriären har han inlett en tränarkarriär. Säsongen 2010/2011 var han assisterande tränare i Modo Hockey. Säsongen efter blev han assisterande tränare i Färjestad BK.

## Meriter
- VM-silver 1995, 2004
- VM-brons 2001, 2002
- IHL Turner Cup-mästare 1996
- Uttagen i Elitserien All-Star Team 1994-1995
- J20-VM-silver 1992, 1993

## Klubbar

### Spelare
- Falu IF 1990/91 Division 1
- Färjestad BK 1991/95 - 2006/07 Elitserien
- New York Islanders 1995/96 NHL
- Utah Grizzlies 1995/96 IHL
- Worcester Ice Cats 1995/96 AHL
- New York Islanders 1996/97 NHL
- Pittsburgh Penguins 1996/97 NHL
- Cleveland Lumberjacks 1996/97 IHL
- Pittsburgh Penguins 1997-1998 NHL
- Ottawa Senators 1998/99 NHL
- Tampa Bay Lightning 1999/00 NHL
- Calgary Flames 1999/00 NHL
- SC Bern 2000/01 NLA
- New York Rangers 2001/02 NHL
- Nashville Predators 2002/04 NHL
- Milwaukee Admirals 2003/04 AHL
- Servette Genève 2004/06 NLA
- SKA Sankt Petersburg 2007/08 RSL
- Salavat Yulaev 2009 RSL
- Leksands IF 2009 HockeyAllsvenskan

### Tränare
- Modo Hockey 2010/2011 Elitserien, assisterande tränare
- Färjestad BK 2011/2012–2013/2014 Elitserien, assisterande tränare
- Södertälje SK 2013/2014 Hockeyallsvenskan, huvudtränare
- HV71 2014/2015 SHL, huvudtränare
- Modo Hockey 2015/2016